# Siedlung Hubertus
Die Siedlung Hubertus ist bewohnter Gemeindeteil des Ortsteils Waltersdorf der Gemeinde Schönefeld im Landkreis Dahme-Spreewald in Brandenburg.

## Lage
Die Siedlung liegt nordwestlich des Gemeindezentrums. Östlich liegt der weitere Gemeindeteil Siedlung Waltersdorf, südlich die Gemeinde Schulzendorf. Die Wohnlage liegt im Schutz- und Entschädigungsgebiet des Flughafens Berlin Brandenburg.

## Geschichte
Die Siedlung wurde im Jahr 1929 gegründet und von einem Verwalter benannt, der der Jagd nachging. Er benannte die Siedlung nach dem Schutzpatron der Jäger, Hubertus von Lüttich. Im Jahr 1941 erschien sie erstmals als Siedlung zu Waltersdorf gehörig.

## Wappen

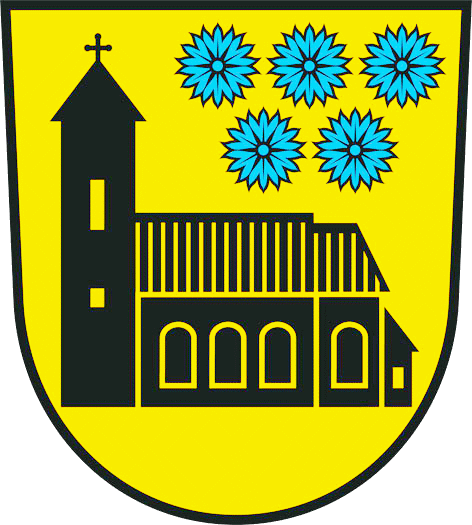
Wappen von Waltersdorf

Die Siedlung führt zwar kein eigenes Wappen, wird aber im Wappen der Gemeinde Waltersdorf durch eine der fünf Kornblumen symbolisiert. Die Gemeinde will damit indirekt auf „die Landwirtschaft als die historische Haupterwerbsquelle der Waltersdorfer“ hinweisen.